# Cheirolophus
Cheirolophus Cass., 1827 è un genere di piante angiosperme dicotiledoni della famiglia delle Asteraceae.

## Descrizione

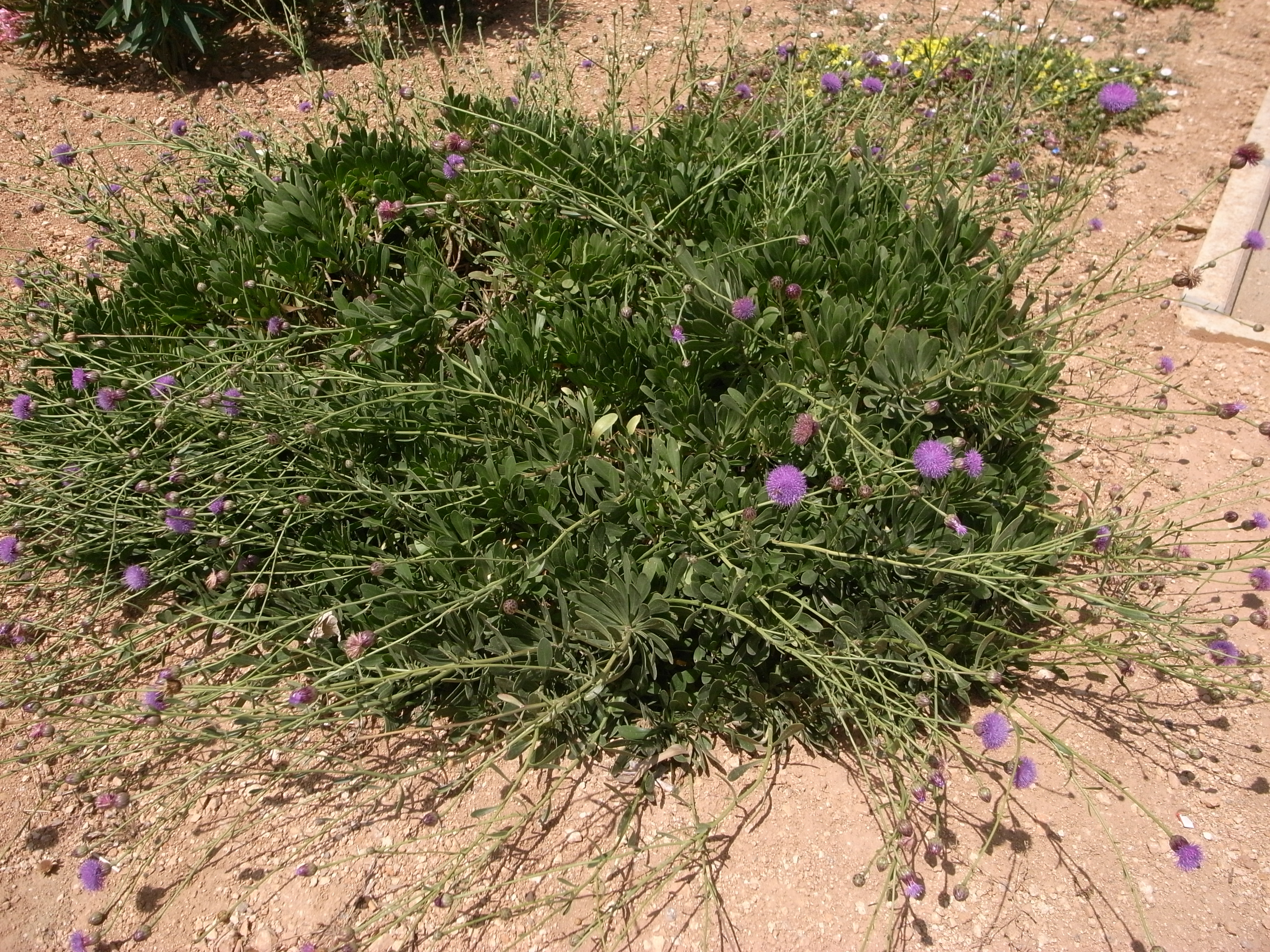
Il portamento
Cheirolophus crassifolius

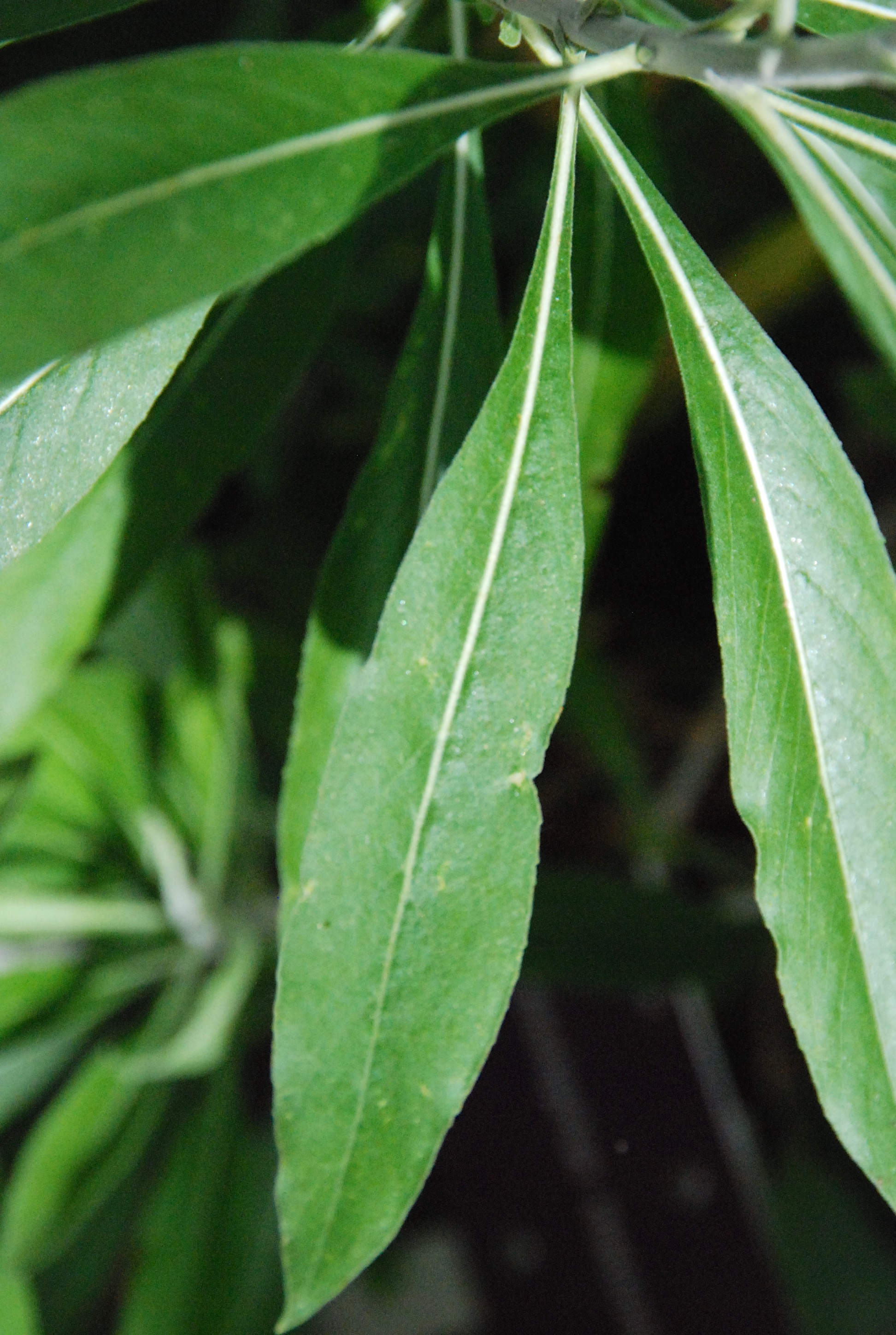
Le foglie
Cheirolophus massonianus

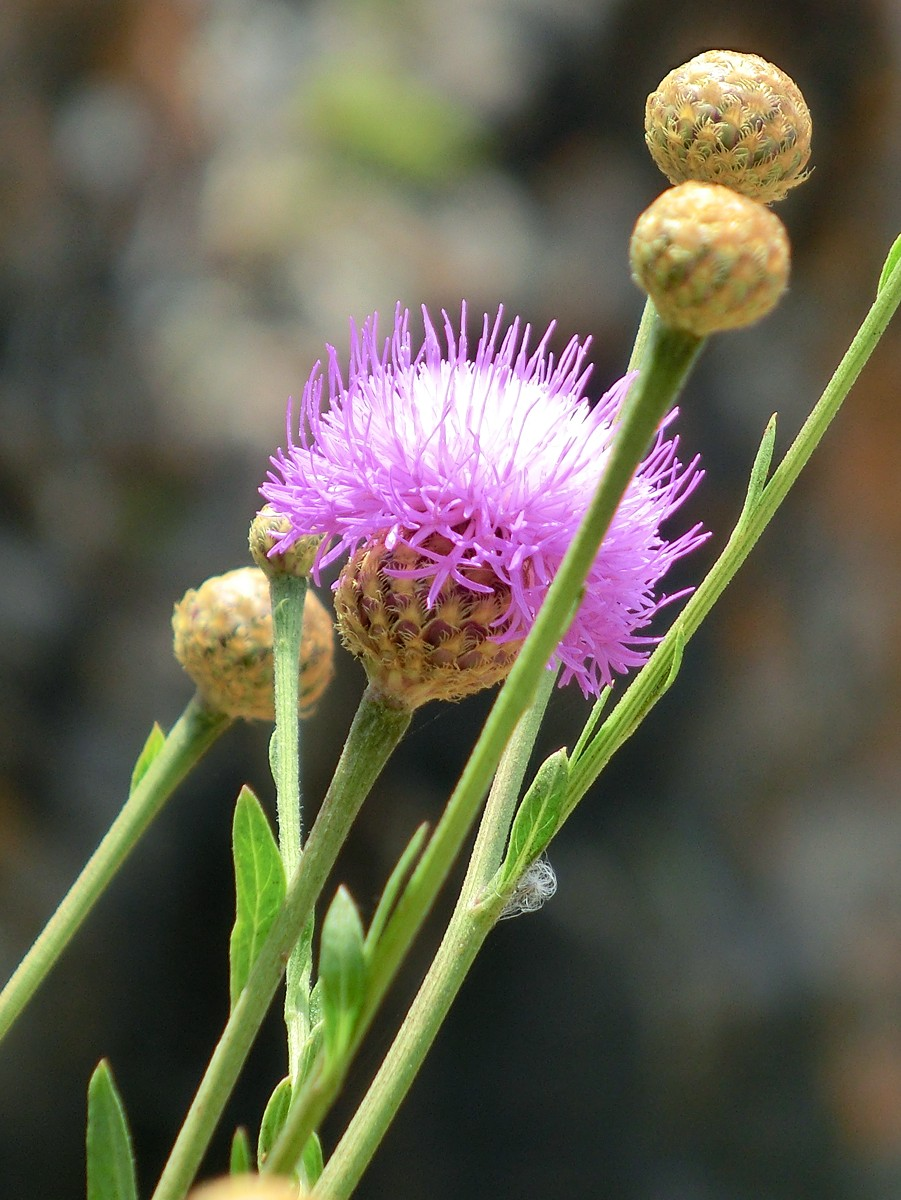
Infiorescenza
Cheirolophus burchardii

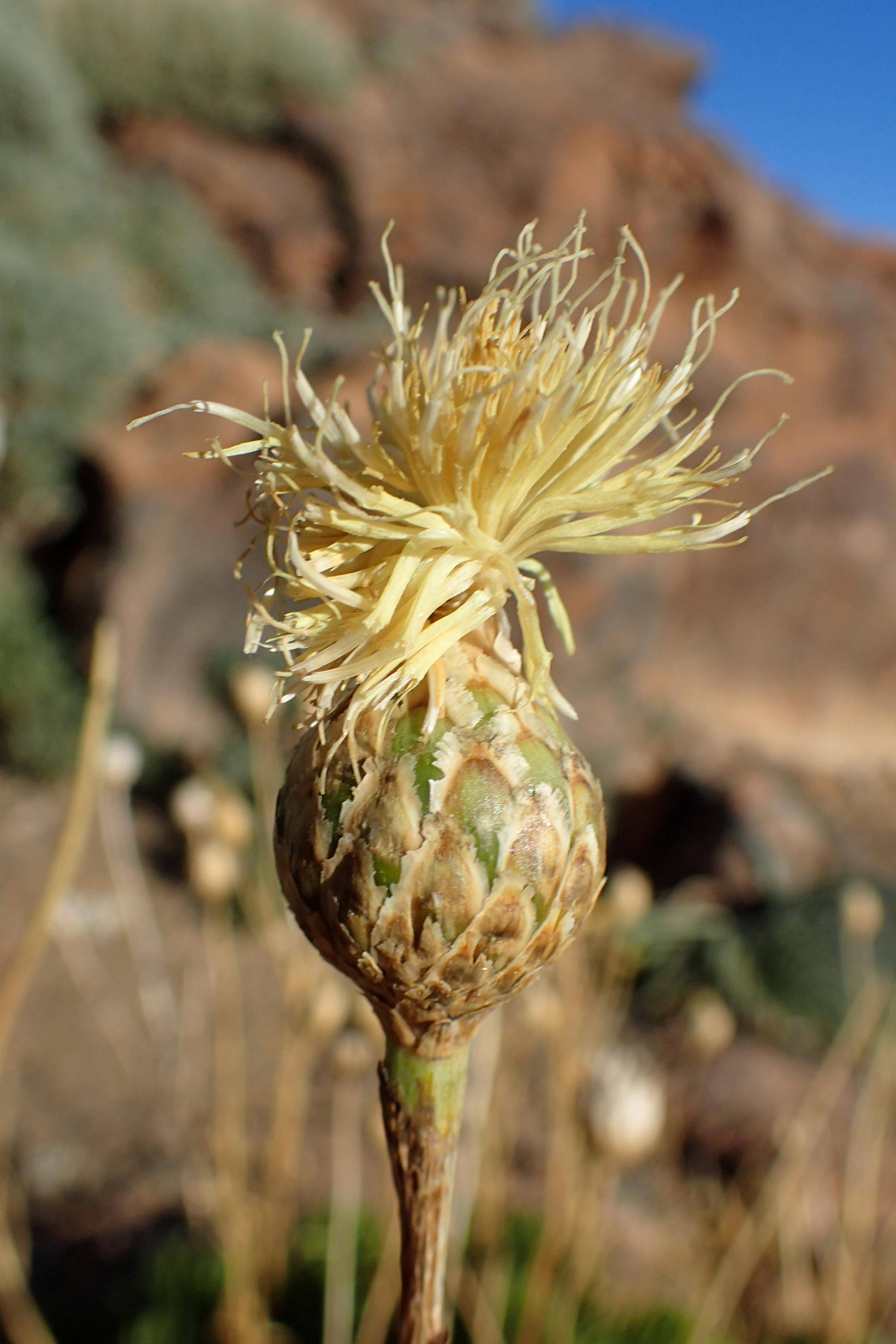
I fiori
Cheirolophus teydis

Le specie di questo genere sono piante erbacee perenni arbustive o subarbustive. Normalmente sono prive di spine (raramente ne sono provviste).
Le foglie lungo il caule sono disposte in modo alterno, hanno una lamina intera o pennatosetta. La forma può essere da lineare a oblunga. La superficie può essere densamente ghiandolosa.
Le infiorescenze si compongono di capolini usualmente a forma globosa, eterogami e con molti fiori. I capolini sono formati da un involucro a forma da cilindrica a ovoidale composto da brattee (o squame) all'interno del quale un ricettacolo fa da base ai fiori tutti tubulosi. Le brattee dell'involucro, disposte su più serie in modo embricato, sono di tipo fogliaceo con piccole appendici fimbriate, spesso colorate di rosso. Il ricettacolo normalmente è sericeo.
I fiori sono tutti del tipo tubuloso. I fiori sono tetra-ciclici (ossia sono presenti 4 verticilli: calice – corolla – androceo – gineceo) e pentameri (ogni verticillo ha 5 elementi). I fiori in genere sono ermafroditi e actinomorfi. Se i capolini sono eterogami allora sono presenti dei fiori tubolosi periferici radiati (zigomorfi) e sterili (staminoidi); i fiori centrali sono bisessuali.
- Formula fiorale:

- /x K {\displaystyle \infty }, [C (5), A (5)], G 2 (infero), achenio

- Calice: i sepali del calice sono ridotti ad una coroncina di squame.
- Corolla: la corolla in genere è colorata di rosa, più raramente biancastro o giallo pallido.
- Androceo: gli stami sono 5 con filamenti liberi, glabri e papillosi, mentre le antere sono saldate in un manicotto (o tubo) circondante lo stilo.[9]
- Gineceo: lo stilo è filiforme; gli stigmi dello stilo sono due divergenti. L'ovario è infero uniloculare formato da 2 carpelli.

Il frutto è un achenio con pappo. Gli acheni, con forme lineari-oblunghe, sono glabri o raramente pelosi. Il pericarpo dell'achenio è sclerificato; alla sommità l'achenio è provvisto di una piastra dritta. Il pappo (facilmente deciduo) è inserito in un anello parenchimatico sulla piastra apicale ed è formato da una sola serie di fragili setole. Non sono presenti elaisomi e l'ilo è basale.

## Biologia
- Impollinazione: l'impollinazione avviene tramite insetti (impollinazione entomogama).
- Riproduzione: la fecondazione avviene fondamentalmente tramite l'impollinazione dei fiori (vedi sopra).
- Dispersione: i semi cadendo a terra (dopo essere stati trasportati per alcuni metri dal vento per merito del pappo – disseminazione anemocora) sono successivamente dispersi soprattutto da insetti tipo formiche (disseminazione mirmecoria).

## Distribuzione
Le specie di questo genere si trovano in Europa occidentale e Africa nord-occidentale.

## Tassonomia
La famiglia di appartenenza di questa voce (Asteraceae o Compositae, nomen conservandum) probabilmente originaria del Sud America, è la più numerosa del mondo vegetale, comprende oltre 23.000 specie distribuite su 1.535 generi, oppure 22.750 specie e 1.530 generi secondo altre fonti (una delle checklist più aggiornata elenca fino a 1.679 generi). La famiglia attualmente (2021) è divisa in 16 sottofamiglie.
La tribù Cardueae a sua volta è suddivisa in 12 sottotribù (la sottotribù Centaureinae è una di queste).

### Filogenesi
La classificazione della sottotribù Centaureinae rimane ancora problematica e piena di incertezze. Nell'ambito della sottotribù questo genere fa parte del gruppo tassonomico informale denominato "Plectocephalus Group". Il gruppo, composto dai generi  Cheirolophus Cass., Crupina (Pers.) DC., Phalacrachena Iljin, Plectocephalus D. Don, Rhaponticoides Vaill., Schischkinia Iljin e Stizolophus Cass., è posizionato, da un punto di vista filogenetico, nella zona centrale delle Centaureinae e, in base alle attuali conoscenze, non si tratta di un clade monofiletico. Il genere di questa voce è vicino al genere Rhaponticum (alcuni studi lo posizionano all'interno del gruppo informale "Rhaponticum Group"). In precedenti studi il gruppo "Plectocephalus" (chiamato con un nome diverso: "Basal Grade" o "Basal Genera") occupava una posizione più "basale".
Il numero cromosomico delle specie di questo genere è: 2n = 30.

### Elenco delle specie
Il genere comprende le seguenti 27 specie:
- Cheirolophus arboreus (Webb & Berthel.) Holub
- Cheirolophus arbutifolius  (Svent.) G.Kunkel
- Cheirolophus benoistii  (Humbert) Holub
- Cheirolophus burchardii  Susanna
- Cheirolophus canariensis  (Willd.) Holub
- Cheirolophus cavanillesianus  P.P.Ferrer, R.Roselló, Gómez Nav., A.Guillén, E.Laguna & Per
- Cheirolophus crassifolius  (Bertol.) Susanna
- Cheirolophus dariasii  (Svent.) Bramwell
- Cheirolophus duranii  (Burchard) Holub
- Cheirolophus falcisectus  Svent. ex Montelongo & Moraleda
- Cheirolophus ghomerythus  (Svent.) Holub
- Cheirolophus grandifolius  (Font Quer) Stübing, Peris, Olivares & J.Martín
- Cheirolophus intybaceus  (Lam.) Dostál
- Cheirolophus junonianus  (Svent.) Holub
- Cheirolophus mansanetianus  Stübing, Peris, Olivares & J.Martín
- Cheirolophus massonianus  (Lowe) A.Hansen & Sunding
- Cheirolophus mauritanicus  (Font Quer) Susanna
- Cheirolophus metlesicsii  V.M.Parada
- Cheirolophus santos-abreui  A.Santos
- Cheirolophus satarataensis  (Svent.) Holub
- Cheirolophus sempervirens  (L.) Pomel
- Cheirolophus sventenii  (A.Santos) G.Kunkel
- Cheirolophus tagananensis  (Svent.) Holub
- Cheirolophus tananicus  (Maire) Holub
- Cheirolophus teydis  (C.Sm.) G.López
- Cheirolophus uliginosus  (Brot.) Dostál
- Cheirolophus webbianus  (Sch.Bip.) Holub

### Specie della flora spontanea italiana
Nella flora spontanea italiana del gruppo di questa voce sono presenti le seguenti specie:
- Cheirolophus crassifolius (Bertol.) Susanna - Fiordaliso crassifoglio: le foglie hanno un contorno intero con forme oblanceolato-spatolate; l'involucro ha una forma emisferica e un diametro di 20 – 25 mm; i fiori del capolino sono molto numerosi. L'altezza massima della pianta è di 4 - 5 dm; il ciclo biologico è perenne; la forma biologica è emicriptofita scaposa (H scap); il tipo corologico è "Endemico"; l'habitat tipico sono le rupi marittime; in Italia è una specie molto rara e si trova in Sicilia solamente come pianta coltivata fino ad una quota di 100 m s.l.m..
- Cheirolophus sempervirens (L.) Pomel: le foglie hanno un contorno dentato o diviso con forme lanceolate; l'involucro ha una forma ovoide e un diametro di 15 – 20 mm; i fiori del capolino non sono più di una dozzina. L'altezza massima della pianta è di 3 - 6 dm; il ciclo biologico è perenne; la forma biologica è emicriptofita scaposa (H scap); il tipo corologico è "Steno-Mediterraneo Occidentale"; l'habitat tipico sono i campi; in Italia è una specie molto rara e si trova in Puglia e Basilicata.

Secondo la "Flora d'Italia" (2ª edizione 2018) queste due specie non sono più presenti in Italia.

### Sinonimi
Sono elencati alcuni sinonimi per questo genere:
- Palaeocyanus Dostál
- Ptosimopappus Boiss.